# Fahree
Fakhri Ismayilov (azerbajdzjanska: Fəxri İsmayılov), känd professionellt som Fahree eller FAHREE, född 10 april 1995 i Baku, är en azerisk sångare och låtskrivare. Tillsammans med Ilkin Dovlatov representerade han Azerbajdzjan i Eurovision Song Contest 2024 med låten "Özünlə apar".

## Biografi
Fahree föddes 1995 i Baku. Han har både en kandidat- och en magisterexamen i juridik. Under covid-19-pandemin ägnade han sig mer åt musik och följde sin barndomsdröm om att bli musiker. 2022 släppte Fahree sin debutsingel, "Dance". Han fortsatte senare med att släppa ytterligare två singlar.
I slutet av oktober 2023 avslöjade İctimai Televiziya, som ansvarar för Azerbajdzjans medverkan i Eurovision Song Contest, att Fahree var en av de sexton kandidaterna till att representera Azerbajdzjan i 2024 års upplaga, och veckan efter tillkännagavs han vara bland de sex sista kandidaterna. Den 7 mars 2024 tillkännagavs han var den utvalda artisten till tävlingen. Han uppträdde på scenen tillsammans med Ilkin Dovlatov, som också var en av kandidaterna i urvalet. Deras bidrag "Özünlə apar" misslyckades med att kvalificera sig från den första semifinalen den 7 maj 2024 och då den kom på 14:e plats med 11 poäng.